# Kirchberg am Walde
Pour les articles homonymes, voir Kirchberg.
Kirchberg am Walde est une commune d'Autriche située dans le nord du pays.